# Evolution (Film)
Evolution ist eine Science-Fiction-Komödie aus dem Jahr 2001 von dem Regisseur Ivan Reitman, der den Film auch mitproduzierte. Die Hauptrollen spielten David Duchovny, Orlando Jones, Seann William Scott und Julianne Moore.
Die Free-TV-Premiere im deutschen Fernsehen fand am 28. März 2004 auf ProSieben statt und erreichte über 6,5 Mio. Zuschauer (Marktanteil: 18,5 %).

## Handlung
Ein Meteorit stürzt auf die Erde. An einer abgelegenen Stelle in der Wüste von Arizona durchschlägt er die Erdoberfläche und kommt in einer unterirdischen Höhle zum Erliegen. Der Nachwuchs-Feuerwehrmann Wayne Grey, der genau dort für die Aufnahmeprüfung lernen wollte, kann sich gerade noch in Sicherheit bringen.
Zwei Wissenschaftler der Universität von Glen Canyon – der Biologe Ira Kane und der Geologe Harry Block, der zugleich örtlicher Vertreter der Geologischen Kommission der USA (USGS) ist – entdecken am Meteoriten unbekannte Lebensformen. Die Mikroorganismen vermehren und entwickeln sich schnell weiter, die Einzeller mutieren bereits nach wenigen Stunden zu mehrzelligen Organismen. Kane analysiert die DNS und findet heraus, dass die Organismen zehn Basenpaare im Gegensatz zu den  vier irdischen Lebens besitzen. Block und Kane träumen schon vom Nobelpreis. Als sie jedoch wieder zum Meteoriten fahren wollen, ist das gesamte Areal vom Militär abgeriegelt. An der Einschlagstelle steht nun ein Labor. Das Sagen hat der Leiter der Forschungsabteilung der US-Army, General Woodman – ein ehemaliger Arbeitskollege von Kane, als dieser noch in der Forschungsabteilung des Verteidigungsministeriums arbeitete. Kane wurde dort entlassen, da der von ihm entwickelte Impfstoff gegen Milzbrand massive Nebenwirkungen zeigte. Von dem Meteoriten erfuhr das Militär durch die Überwachung von Kanes Computer. Neben dem General ist auch die Epidemiologin Allison Reed der Centers for Disease Control and Prevention (CDC; „Zentren für Seuchenkontrolle und -prävention“) für den Fall zuständig – die beiden Entdecker des Meteoriten werden ausgebootet und müssen das Gelände verlassen. Einem Antrag vor Gericht, weiter Zugang zur Fundstelle zu erhalten, wird wegen Kanes Vergangenheit nicht stattgegeben. Nachdem Kane und Block in ihr Universitätslabor zurückkehren, müssen sie feststellen, dass sämtliche Proben und Aufzeichnungen gestohlen wurden.
In der darauffolgenden Nacht verschaffen sich Kane und Block, als Offizier und Soldat verkleidet, Zugang zum Meteoriten. Während ihrer Abwesenheit haben sich die außerirdischen Lebewesen extrem schnell weiterentwickelt. Es entstanden zunächst sauerstoffumwandelnde Pilze, dann Plattwürmer, Gliederfüßer und Wirbeltiere. Vom weiteren Vorgehen werden sie von Allison Reed abgehalten, die sie über die Überwachungskameras entdeckt hatte.
Die Lebewesen, welche die Evolution im Schnelldurchgang durchlaufen, erreichen inzwischen über ein unterirdisches Höhlensystem und ehemalige Minenschächte auch die naheliegende Stadt. Ein reptilienähnliches Wesen zerrt einen Mann an einem Golfplatz ins Wasser und tötet ihn, wenig später stirbt es selbst. Man findet heraus, dass die Kreaturen den Sauerstoff in der Erdatmosphäre nicht verkraften und nur in ihrem Mikroklima atmen können. Die schnelle Evolution bringt jedoch schon bald Exemplare hervor, die auch Sauerstoff vertragen. Ein fliegendes Wesen, das einem Flugsaurier ähnelt, überfällt ein Einkaufszentrum und greift sich eine Frau. Kane, Block und Grey (der sich inzwischen den beiden angeschlossen hat) erschießen das Tier und retten die Frau.
Indes entwickeln sich die außerirdischen Organismen im Höhlensystem bereits zu Primaten. Das Militär schlägt nun den massiven Einsatz von Napalm vor, da bei der aktuellen Verbreitungsrate die fremden Wesen innerhalb von nur zwei Monaten die gesamten USA bevölkert hätten. Gouverneur Lewis ist zunächst dagegen, willigt aber ein, nachdem mehrere Primaten aus den Höhlen das Labor überfallen. Reed schließt sich nun Block, Kane und Grey an. In ihrem Labor finden sie heraus, dass Feuer den Organismus nicht zerstört, sondern deren Wachstum sogar beschleunigt. Reed versucht General Woodman zu warnen, dieser weigert sich jedoch, ihren Anruf entgegenzunehmen.
Kane stellt die wissenschaftlich fragwürdige Theorie auf, nach der Selen für die auf Stickstoff basierenden Außerirdischen genauso giftig ist, wie Arsen für die auf Kohlenstoff basierenden Menschen. Er begründet dies damit, dass die giftigen Elemente im Periodensystem jeweils nur einen Rösselsprung vom Basiselement entfernt sind. Kane und Block stehen außerdem vor dem Problem, wie sie mitten in der Nacht die benötigten 2500 Liter Selen bekommen sollen. Deke und Danny, zwei sonst weniger durch Wissen glänzende Studenten, weisen darauf hin, dass sich in Head & Shoulders, dem von ihnen verwendeten Anti-Schuppen-Shampoo, Selensulfid befindet. Sie füllen ein Löschfahrzeug voll Shampoo und machen sich auf den Weg.
Nach dem Napalm-Einsatz entsteht eine einzige, gigantische Amöbe, die aus den unterirdischen Höhlen durch die Erdoberfläche bricht und dabei ihre anderen, höher entwickelten Lebensformen vernichtet. Als die Amöbe gerade dabei ist, sich durch Mitose zu vermehren, gelingt es ihnen, das Shampoo in die Amöbe zu pumpen, worauf diese platzt. Die Vier werden als Retter der Welt gefeiert und Kane beginnt eine Beziehung mit Reed.
Zum Schluss werben Block, Kane und Grey in einem Werbespot für Shampoo der Marke Head & Shoulders (siehe Produktplatzierung).

## Hintergrund
- Für die Darstellung der im Film Glen Canyon genannten Stadt wurden die Aufnahmen in der Ortschaft Page (Arizona) in der Wüste gedreht. Zusätzliche Drehorte lagen an verschiedenen Orten in Kalifornien, darunter die California State University, Fullerton, für die Darstellung der lokalen Universität. Die Studioaufnahmen wurden in Los Angeles gedreht.[3]
- Die Dreharbeiten fanden vom 19. Oktober 2000 bis zum 7. Februar 2001 statt. Die Produktionskosten wurden auf rund 80 Millionen US-Dollar geschätzt. Der Film spielte in den Kinos weltweit rund 98 Millionen US-Dollar ein, davon rund 38 Millionen US-Dollar in den USA und rund sieben Millionen US-Dollar in Deutschland.[4][5]
- Kinostart in den USA war am 8. Juni 2001, in Deutschland am 19. Juli 2001.[6]
- Das Drehbuch wurde ursprünglich von Don Jakoby für einen ernsthaften Science-Fiction-Thriller geschrieben; Ivan Reitman ließ es dann zu einer Komödie umschreiben.[7]
- Basierend auf dem Spielfilm entstand eine für den Fernsehsender Fox Kids Network produzierte Zeichentrickserie mit dem Titel Alienators: Evolution Continues.

## Kritiken
„… eine unterhaltsame SF-Komödie, deren Tricks einem gelegentlich den Atem rauben können, deren Stärken aber dennoch in einem durchdachten Drehbuch liegen. Dieses verrät eben nicht um eines billigen Effektes willen seine eigene Logik und gönnt auch zunächst eher lachhaften Nebenfiguren eine überzeugende Entwicklung.“

- Auf Rotten Tomatoes wurde der Film bei 128 gezählten Kritiken im Durchschnitt mit 43 % bewertet. Der zusammengefasste Konsens lautet: „Regisseur Reitman versucht eine Neuverfilmung von Ghostbusters, aber seine Bemühungen sind größtenteils nicht erfolgreich, da der Film zu viele komödiantische Fehlzündungen hat.“[9]
- Das Lexikon des internationalen Films urteilte, dass der Film eine „Handwerklich konventionelle Science-Fiction-Actionkomödie“ sei, die auf Grund „überzeugender Hauptfiguren und ihrer Darsteller, die zum Teil gegen ihren Ruf spielen, sowie der fantasievoll gestalteten Aliens“ gut unterhalte.[10]

## Belege
1. ↑  Alterskennzeichnung für Evolution. Jugendmedienkommission.
2. ↑  "Evolution" mit 6,53 Millionen Zuschauern auf ProSieben. In: presseportal.de. 29. März 2004, abgerufen am 30. Mai 2022.
3. ↑  Drehorte. Internet Movie Database, abgerufen am 22. Mai 2015 (englisch).
4. ↑  Budget – Einspielergebnis. Internet Movie Database, abgerufen am 22. Mai 2015 (englisch).
5. ↑  Budget – Einspielergebnis Boxofficemojo.com
6. ↑  IMDb: Kinostarts
7. ↑  Audiokommentar der DVD
8. ↑  Wolfgang Jeschke, Sascha Mamczak (Hrsg.): Das Science Fiction Jahr 2002. ISBN 3-453-19674-0, S. 342.
9. ↑  Evolution bei Rotten Tomatoes (englisch)
10. ↑  Evolution. In: Lexikon des internationalen Films. Filmdienst, abgerufen am 2. März 2017.